# Larentiini
De Larentiini zijn een geslachtengroep van vlinders uit de familie van spanners (Geometridae)

## Geslachten
- Anticlea
- Antilurga
- Earophila
- Ennada
- Entephria
- Herbulotina
- Idiotephria
- Kuldscha
- Kyrtolitha
- Larentia
- Mesoleuca
- Neotephria
- Pelurga
- Photoscotosia
- Plesioscotosia
- Pseudentephria
- Spargania